# Cetirizin
Cetirizin je druga generacija antihistamina. On je glavni metabolit hidroksizina, i racemiski selectivni inverzni agonist H1 receptora koji se koristi za tretman alergija, alergijskog rinitisa, angioedema, i urtikarija.

## Farmakologija
Cetirizin u manjoj meri prolazi kroz krvno moždanu barijeru, tako da proizvodi relativno neznatne sedacione nuspojave za razliku od starijih antihistamina. On takođe inhibira eozinofilnu hemotaksu i LTB4 oslobađanje. Doze od 20 mg inhibiraju VCAM-1 izražavanje kod pacijenata sa atopičkim dermatitisom.
Levorotarni enantiomer cetirizina, poznat kao levocetirizin, je aktivniji.

## Sinteza
Sledeća sinteza ovog jedinjenja je objavljena 1985.:

## Literatura
1. Anderson, P. O., Knoben, J. E., et al. (2002) Handbook of clinical drug data 10th ed. McGraw-Hill International
2. Pfizer Inc, et al. (2006) ZYRTEC (cetirizine U.S. National Library of Medicine: Drug Information Portal - Cetirizinehydrochloride) Tablets, Chewable Tablets and Syrup For Oral Use Pfizer Incorporated publications
3. Chetrit, E. B., Amir, G., Shalit, M. (2005). Cetirizine: an effective agent in Kimura's Disease Arthritis & Rheumatism (Arthritis care & research) Vol 53, p117-118

## Spoljašnje veze
|  | Molimo Vas, obratite pažnju na važno upozorenje u vezi sa temama iz oblasti medicine (zdravlja). |